# ورژ مارکوسیان
ورژ وارانتسوُی مارکوسیان (ارمنی: Վրեժ Վարանցովի Մարկոսյան؛ زادهٔ ۱۵ مارس ۱۹۵۰ - درگذشته ۱۲ ژانویهٔ ۲۰۲۳) یک سیاستمدار اهل ارمنستان است که از تاریخ ۲۰۱۲ تا تاریخ ۲۰۱۷ سمت نمایندگی دوره پنجم مجلس ملی جمهوری ارمنستان را برعهده داشت.

## زندگی‌نامه
در ۱۵ مارس ۱۹۵۰ در آپاران به دنیا آمدو از دانشگاه ملی علوم کشاورزی ارمنستان (۱۹۷۲) فارغ‌التحصیل شد. وی همچنین برنده نشان گریگور روشنگر مقدس (۲۰۰۶) و مدال درجه دو خدمات به سرزمین مادری (۲۰۱۰) شده است. وی در ۱۲ ژانویهٔ ۲۰۲۳ در سن ۷۲ سالگی پس از دوره طولانی سخت بیماری درگذشت.

## یادداشت
1. ↑  Սուրբ Գրիգոր Լուսավորիչ» շքանշանով
2. ↑  «Հայրենիքին մատուցած ծառայությունների համար» 2-րդ աստիճանի մեդալ